# Alvaro Vitali
Alvaro Vitali (* 3. Februar 1950 in Rom; † 24. Juni 2025 ebenda) war ein italienischer Schauspieler.

## Leben
Vitali wurde im römischen Stadtteil Trastevere geboren, entdeckte früh seine Leidenschaft für komische Wirkungen und interessierte sich zunächst für Gesang und den Tanz. Federico Fellini besetzte den nur 1,56 m großen, bei Bedarf schwer schielenden Vitali noch während dessen Schulzeit für Satyricon. Bis etwa 1972 arbeitete er als Elektriker; erneut besetzte ihn 1972 Fellini – diesmal mit Folgen: Im Laufe der 1970er Jahre entwickelte sich Vitali zu einem der beliebtesten Stars der italienischen Sexy Comedy. Seine Komik war stark auf optische und physische Gags ausgerichtet. Dabei entwickelte er die Filmreihe um Pierino. Mit dem Niedergang des Genres gegen Ende des folgenden Jahrzehnts wurden auch seine Rollen spärlicher. Hin und wieder spielte er für das Fernsehen.
Alvaro Vitali starb im Juni 2025 im Alter von 75 Jahren in seiner Geburtsstadt Rom.

## Filmografie
- 1969: Satyricon
- 1970: Die Clowns (I clowns)
- 1971: Fellinis Roma (Roma)
- 1972: Was? (Che?)
- 1973: Amarcord
- 1974: La poliziotta
- 1974: Kennen Sie meine Frau? (Romanzo popolare)
- 1975: Die Bumsköpfe (L’insegnante)
- 1975: Casanova Frankenstein (Frankenstein all’italiana)
- 1975: Flotte Teens und heiße Jeans (La liceale)
- 1975: Malìa vergine, e di nome Maria
- 1975: Die Puppe des Gangsters (La pupa del gangsters)
- 1976: Eiskalte Typen auf heißen Öfen (Uomini si nasce poliziotti si muore)
- 1976: Die frechen Teens drehen ein neues Ding (Classe mista)
- 1976: Der Kleine mit der großen Schnauze (La dottoressa sotto il lenzuolo)
- 1976: Die Knallköpfe der 6. Kompanie (La dottoressa del distritzo militare)
- 1976: Lollipops und heiße Höschen (Spogliamoci così senza pudor…)
- 1976: Politess im Sitten-Stress (La poliziotta fa carriera)
- 1976: La professoressa di scienze naturali
- 1976: La segretaria privata di mio padre
- 1976: La Vergine il Toro e il Capricorno
- 1977: Per amore di Poppea
- 1977: Taxi girl
- 1977: Süße Sechzehn – Sweet Sixteen (La compagna di banco)
- 1977: Die letzten Heuler der Kompanie (La soldatessa alla visita militare)
- 1978: Flotte Teens jetzt ohne Jeans (La liceale nella classe dei ripetenti)
- 1978: Flotte Teens und die neue Schulmieze (L’insegnante va in collegio)
- 1979: Flotte Teens und Sex nach Noten (L’insegnante balla… con tutta la classe)
- 1978: Die Hauslehrerin (L’insegnante viene a casa)
- 1978: Die trüben Tassen der Stube 9 (La soldatessa alle grandi manovre)
- 1979: Cocco mio
- 1979: Der Idiotenzwinger (L’infermiera nella corsia dei militari)
- 1979: Jetzt treibt sie’s auch noch mit dem Pauker (La liceale seduce i professori)
- 1979: La liceale, il diavolo e l’acquasanta.
- 1979: Nachtschwester müsste man sein (L’infermiera di notte)
- 1979: Das Schlitzohr von der Sitte (La poliziotta della squadra del buon costume)
- 1979: Ein Zwinger voll Verrückter (Dove vai se il vizietto non ce l’hai?)
- 1980: Flotte Teens runter mit den Jeans (La liceale al mare con l’amica di papà)
- 1980: Helm auf – Hose runter (La dottoressa ci sta col colonnello)
- 1980: L’insegnante al mare con tutta la classe
- 1980: Die Schulschwänzerin (La ripetente fa l’occhietto al preside)
- 1981: Die letzten Heuler der Marine (La dottoressa preferisce i marinai)
- 1981: L’onorevole con l’amante sotto il letto
- 1981: Pierino colpisce ancora
- 1981: Pierino medico della S.A.U.B.
- 1981: Eine Superpolizistin in New York (La poliziotta a New York)
- 1981: Das völlig irre Klassenzimmer (Pierino contro tutti)
- 1982: Gian Burrasca
- 1982: Giggi il bullo
- 1982: Il tifoso l’arbitro e il calciatore
- 1983: Paulo Roberto Cotechiño centravanti di sfondamento
- 1989: Mortacci
- 1990: Pierino torna a scuola
- 1992: Pierino Stecchino
- 1996: Club Vacanze
- 2001: Se lo fai sono guai